# 第16独立陸軍航空旅団 (ウクライナ陸軍)
第16独立陸軍航空旅団「ブロディ」（ウクライナ語: 16-та окрема бригада армійської авіації «Броди»）は、ウクライナ陸軍航空隊の航空旅団。第8陸軍航空司令部隷下。

## 歴史
1992年のソ連崩壊後、前身の第119独立戦闘ヘリコプター連隊はウクライナの管轄下に入った。
1994年8月26日、第119連隊は2つのヘリコプター飛行隊からなる第3陸軍航空旅団に再編された。
1995年6月、旅団はユーゴスラビアの国連平和維持活動に参加するため、部隊と小部隊の編成を開始した。
1996年以来、同旅団のパイロットは「平和のためのパートナーシップ」の一環として多国籍演習に参加している。同時に、1995年には旧ユーゴスラビアでの任務遂行のため、最初のヘリコプター派遣隊が旅団基地で訓練を受けていた。その後、ヘリコプターの派遣隊がコソボへ派遣された。
2004年、第3陸軍航空連隊に再編された。
次回のローテーションとなる国連リベリアミッションのウクライナ軍第56独立ヘリコプター派遣隊のパイロットと隊員の訓練が第3独立陸軍航空連隊基地で完了した。2013年時点で、ブロディでは300名を超える平和維持活動参加者が活動していた。
2012年時点で、連隊は1995年6月以来21回の国連平和維持活動に参加している。
2012年12月、連隊は第16独立陸軍航空旅団に再編成された。

### ロシア・ウクライナ戦争
旅団はドンバス戦争中に戦闘作戦に参加した。2014年5月2日、スラヴャンスクの戦いで旅団のMi-242機が撃墜された。6月24日、旅団のMi-8がスラヴャンスクの戦いで撃墜され、ルスラン・マズノフ少佐を含む9人が死亡した。8月7日、別のMi-8がドネツィク州ベレゾヴェ近郊で撃墜された。2016年1月11日には、旅団の兵士ロマン・コゾディが殺害された。
2015年8月24日、キーウのフレシチャーティク通りで行われたウクライナ独立24周年を祝う独立行進の最中に、ペトロ・ポロシェンコ大統領は旅団長のイホール・ヤレメンコ大佐に、ウクライナ大統領の名誉「勇気と勇敢さのために」の戦闘旗を贈呈した。
2017年8月23日、ペトロ・ポロシェンコ大統領より名誉称号「ブロディ」を授与された。
2017年8月24日、ウクライナの独立記念日パレードで、ペトロ・ポロシェンコ大統領が旅団に戦闘旗を授与した。
2019年5月29日23時27分、予定されていたデイナイト演習の一環である夜間訓練飛行中、リウネ州セストリアティン付近で旅団のMi-8との交信が途絶えた。目撃者によると、2機のヘリコプターがセストリアティンの上空を飛行し、そのうちの1機が空中で炎上して墜落した。 墜落の結果、旅団長のイホール・マゼパ大佐、4人の乗組員が死亡した。
2025年7月2日、ウォロディミル・ゼレンスキー大統領より「勇気と勇敢さに対する栄誉賞」を授与された。

## 機材
同旅団はMi-8、Mi-24、Mi-2とその派生型を装備している。